# Александър Баров
Александър Георгиев Баров е известен български архитект.

## Биография
Роден е в 1931 година в Разлог. Завършва архитектура във Висшия инженерно-строителен институт през 1954 г. Член е на Българската комунистическа партия от 1954 г. Работи в Българския съюз за физкултура и спорт (1954 – 1956 г.) и в „Главпроект“ (1956 – 1966 г.). През 1966 – 1970 г. е началник на управление при Министерството на архитектурата и благоустройството, през 1970 – 1972 г. е директор на „Главпроект“, през 1973 – 1976 г. е в Министерството на строежите и архитектурата, а от 1976 г. е ръководител на творческо ателие в „Софпроект“.
Проектирал е зала „Универсиада“ (1961 г.), Олимпийския спортен комплекс в Акра, Гана (1961 г.), сградата на българското посолство в Москва (1977 г.), резиденция „Бояна“ (1974 г.), много възпоменателни комплекси.
Най-значимата му творба е Националният дворец на културата (1978 г.), като архитект Баров проектира сградата, а архитект Атанас Агура – околното пространство.

## Памет
На Александър Баров е наречена улица в квартал „Кръстова вада“ в София (Карта). На 28 юли 2017 година е обявен посмъртно за почетен гражданин на Благоевград.

## Награди и отличия
- 1969 г. – Димитровска награда;
- 1974 г. – Герой на социалистическия труд;
- 1974 г. – Почетно звание „заслужил архитект“;
- 1974 г. – Орден „Георги Димитров“;
- Почетно звание „Народен архитект“;